# La Reine sombre
La Reine sombre est le premier tome de la série de bande dessinée Showergate.
- Scénario, dessins et couleurs : Bruno Bellamy

## Publication
- Delcourt (Collection Neopolis) (2007)  (ISBN 9782756003658)